# Romenay
Romenay là một xã ở tỉnh Saône-et-Loire trong vùng Bourgogne-Franche-Comté nước Pháp.
Đây là một xã Trung cổ bao quanh bởi tường thành cổ, có nhà thờ ở trung tâm. Romenay có cự ly 502 km (312 mi) so với Katzweiler, Đức.

## Thông tin nhân khẩu
Theo cuộc điều tra dân số năm 1999, dân số là 1.580 người.